# Longischistura striata
Longischistura striata és una espècie de peix de la família dels balitòrids i de l'ordre dels cipriniformes.

## Morfologia
- Els mascles poden assolir 5 cm de longitud total.[3][4]

## Hàbitat
És un peix d'aigua dolça, demersal i de clima tropical, el qual viu en rierols petits amb fons de còdols.

## Distribució geogràfica
Es troba a l'Índia: és un endemisme dels Ghats Occidentals (Kerala, Tamil Nadu, Maharashtra i Karnataka).

## Vida en captivitat
L'aquari ha de tindre un constant flux d'aigua ben oxigenada (pH entre 6 i 7,5, temperatura de 18-25 °C), un substrat de sorra fina i còdols, i una il·luminació raonablement brillant per tal de simular els llits dels rierols de poca fondària on viu en estat salvatge. Pel que fa a l'alimentació, accepta la majoria d'aliments per a peixos d'aquari (com ara, larves de mosquits, Daphnia, etc.). Fins al moment, no ha estat possible la seua reproducció en captivitat.

## Amenaces
Les seues principals amenaces són la contaminació de l'aigua causada pels pesticides i la sedimentació, la pèrdua del seu hàbitat i la seua captura amb destinació al comerç de peixos d'aquari.